# Syriens damlandslag i volleyboll
Syriens damlandslag i volleyboll representerar Syrien i volleyboll på damsidan. Laget har som bäst kommit trea vid panarabiska spelen 1992.

### Fotnoter
1. ↑  ”1987 LATTAQUIÉ (SYR), (11/25 Septembre)” (på franska). Comité international des Jeux méditerranéens. sid. 27. https://cijm.org.gr/wp-content/uploads/2016/06/JM1987.pdf. Läst 16 februari 2023.
2. ↑  ”Lebanon stun hosts Jordan to capture historic West Asia Women's championship title” (på engelska). Asian Volleyball Confederation. https://asianvolleyball.net/new/lebanon-stun-hosts-jordan-to-capture-historic-west-asia-womens-championship-title/. Läst 18 februari 2023.